# Всеобщие выборы в Мозамбике (2009)
Всеобщие выборы в Мозамбике прошли 28 октября 2009 года. По их итогам были избраны президент Мозамбика, однопалатное Собрание республики Мозамбик, а также местные органы власти.

## Кампания
Избирательная кампания началась 13 сентября 2009 года. В ней приняли участие 17 партий и 2 избирательных блока.

## Результаты
Действующий президент Арманду Гебуза, выдвинутый правящей партией ФРЕЛИМО собрал более 70 % голосов.
Лидер оппозиционного движения РЕНАМО Афонсу Длакама получил 16,8 %.
Третье место занял мэр города Бейра Дэвиз Симанго (сын Уриа Симанго), бывший член РЕНАМО и основатель партии Демократическое движение Мозамбика, собрал около 8,6 %.
Таким образом, президентом Мозамбика был избран Арманду Гебуза.
По результатам парламентских выборов ФРЕЛИМО получило 191 из 250 мандатов, РЕНАМО 51, Демократическое движение Мозамбика 8. Спикером в парламенте нового созыва впервые стала женщина.